# Robert Maynard
Robert Maynard (ur. około 1684, zm. 4 stycznia 1751) – angielski porucznik, a następnie kapitan Royal Navy. Służył jako pierwszy porucznik pierwszy oficer na statku HMS Pearl, zasłynął z pokonania słynnego angielskiego pirata Czarnobrodego w czasie morskiej potyczki.